# General Hux
El general Armitage Hux, simplement anomenat general Hux, és un personatge de ficció de l'univers de Star Wars, aparegut per la primera vegada en l'episodi VII de la saga: Star Wars episodi VII: El Despertar de la Força.
En tant que general del Primer Orde, ell mana en el planeta-arma Starkiller i és el braç dret del Líder Suprem Snoke.

## Biografia
Nascut en el curs dels últims dies de l'Imperi Galàctic, Hux és el fils de Brendol Hux, un antic oficial de la República Galàctica i antic director de l'Acadèmia Imperial a Arkanis. Des de la seua infantesa, sempre ha pensat que el seu destí és governar la galàxia.
Quan l'Imperi signa la Concordança Galàctic i les forces imperials es rendeixen a la Nova República, Hux i altres, senten històries de com l'Imperi havia salvat la galàxia del caos en el moment de la Guerra dels clons i creuen que la Nova República és dèbil i no estarà mai a l'altura de la potència suprema de l'antic Imperi. Hux i d'uns altres oficials imperials fugen doncs cap a les Regions Desconegudes, on creen el Primer Orde, una junta militar i política nascuda de les cendres de l'Imperi ensulsiat i que segueix la seua ideologia imperial. Gràcies al terror tecnològic del Primer Orde, Hux es distingeix desls altres oficials i guanya el grau de general.
Estant general, Hux sent una completa confiança cap a les seves tropes, els mètodes de formació imperials i les armes. Els seus soldats, sovint formats als vaixells imperials, sofreixen simulacions vives per a crear els soldats més fidels de l'Orde.